# Portrait de la Marquise de Lazán
Le portrait de la marquise de Lazán  (1804) est une huile sur toile de Francisco de Goya conservée dans une collection particulière. 

## Contexte
Dans les années 1790, Francisco de Goya était devenu un peintre à la mode, dont les portraits étaient très demandés, tant par l’aristocratie que par la haute bourgeoisie madrilène. María Gabriela Palafox y Portocarrero, Marqiuse de Lazán est représentée ici par Goya, à l’époque où elle faisait partie des cercles du Prince des Asturies.

## Analyse
Elle est représentée à l’âge de 25 ans environ. C’était l’une des plus jeunes et des plus belles dame de la cour. Elle est négligemment appuyée sur un fauteuil, coquette, distinguée, vêtue de style empire, ce qui met en valeur sa poitrine, point encore accentué par la lumière qui vient de gauche. Le clair-obscur ainsi réalisé met en valeur les volumes, la perspective, méthode rappelant le Titien et le Tintoret. 
La préoccupation de Goya était ici de rendre la personnalité de ses modèles, et de transmettre au spectateur une opinion, sans jamais le laisser indifférent à la personne.
La facture est légère, faite de touches de couleurs qui rendent le détail. Pour Arte Historia, il s’agit d’une influence de Gainsborough, portraitiste anglais du XVIIIe siècle très apprécié de Goya.
Avec ce portrait, ainsi que le Portrait de la Marquise de Santa Cruz, le Portrait de la Comtesse de Chinchon et la Famille de Charles IV Goya atteint le sommet de son art comme portraitiste.